# 新宿区立四谷小学校
新宿区立四谷小学校（しんじゅくくりつよつやしょうがっこう）は、東京都新宿区四谷にある公立小学校。2007年4月1日に旧四谷第一小学校跡地に開校した。
隣接地には幼保一元化施設の四谷子ども園が併設されている。

## 概要
2007年、共に新宿区立の四谷第三小学校と四谷第四小学校が合併してできた小学校。

## 開校までの経緯
新宿区は児童数減少による区内小学校の小規模化に伴い、統廃合によるより良い教育環境の実現を果たすべく、小学校の適正配置に取組み始めた。1999年度から四谷第一小学校、四谷第三小学校、四谷第四小学校の3校を対象校として進め、まず第一段階として2002年に四谷第一小学校が閉校し、同校児童が四谷第三小学校に転学した。2003年12月24日に四谷第四小学校PTAから統合合意文書が提出され、教育委員会は3校を統合して新校を建設することを2004年1月6日に、同5月7日に新校建設地を旧四谷第一小学校跡地とし、校名を「四谷小学校」とすることを決定した。2005年10月31日に旧四谷第一小学校跡地で起工式、2007年3月20日に落成式が行われた。

### 前身となった小学校
新宿区立四谷第一小学校
- 1875年4月 - 四谷学校として創設
- 1890年4月 - 現在四谷小学校のある場所に移設
- 1956年度、1958年度 - 13学級594名で在校児童数のピークをむかえる
- 2002年3月2日 - 閉校記念式典が行われる

新宿区立四谷第三小学校
- 1904年4月1日 - 四ツ谷第三尋常小学校として開校
- 1958年度 - 16学級697名で在校児童数のピークをむかえる
- 2007年2月24日 - 閉校記念式典が行われる

第二次大戦の終戦直後は大蔵省として使用されるなどした。所在地だった場所は新宿区本塩町2で、跡地については周辺地を含めた再開発が行われ、CO・MO・RE YOTSUYAが完成した。
新宿区立四谷第四小学校
- 1907年5月11日 - 四ツ谷第四尋常小学校として開校
- 1958年度 - 23学級1152名で在校児童数のピークをむかえる
- 2007年3月3日 - 閉校記念式典が行われる

所在地だった場所は新宿区四谷4-20で、都市型コミュニティー施設の「四谷ひろば」および「東京おもちゃ美術館」となっている。
小学校の児童数と教員数
| 年度     | 児童総数 | 1年生 | 2年生 | 3年生 | 4年生 | 5年生 | 6年生 | 教員数 | 職員数 |
| -------- | -------- | ----- | ----- | ----- | ----- | ----- | ----- | ------ | ------ |
| 平成25年 | 431人    | 75人  | 59人  | 68人  | 91人  | 74人  | 64人  | 24人   | 2人    |
| 平成26年 | 448人    | 73人  | 78人  | 58人  | 67人  | 93人  | 79人  | 23人   | 2人    |
| 平成27年 | 452人    | 73人  | 74人  | 79人  | 60人  | 70人  | 96人  | 23人   | 3人    |
| 平成28年 | 454人    | 95人  | 76人  | 71人  | 80人  | 62人  | 70人  | 25人   | 3人    |
| 平成29年 | 453人    | 64人  | 95人  | 73人  | 75人  | 82人  | 64人  | 24人   | 3人    |
| 平成30年 | 484人    | 100人 | 65人  | 92人  | 71人  | 76人  | 80人  | 22人   | 5人    |
| 令和元年 | 496人    | 83人  | 105人 | 66人  | 91人  | 74人  | 77人  | 25人   | 5人    |
| 令和2年  | 541人    | 118人 | 83人  | 104人 | 64人  | 93人  | 79人  | 26人   | 4人    |
| 令和3年  | 566人    | 110人 | 113人 | 80人  | 100人 | 68人  | 95人  | 28人   | 4人    |
| 令和4年  | 594人    | 128人 | 112人 | 108人 | 78人  | 101人 | 67人  | 27人   | 4人    |
| 令和5年  | 609人    | 95人  | 124人 | 107人 | 106人 | 76人  | 101人 | 29人   | 5人    |

## 主な出身者
- 畑俊六 （陸軍軍人、元帥陸軍大将、四谷一小出身）
- 東條英機（陸軍軍人、内閣総理大臣、四谷一小出身）
- 岸田國士（劇作家、四谷一小出身）
- 近藤真柄（婦人運動家、四谷一小出身）
- 宗武志（英語学者、華族、四谷一小出身）
- 丸山眞男（政治学者、四谷一小出身）
- 山口祐一郎（ミュージカル俳優、四谷三小出身）
- 柳家小三治（十代目）（落語家、四谷四小出身）
- 神田正輝（俳優、四谷四小出身）